# 古川健 (俳優)
古川 健（ふるかわ たけし、1978年8月31日 - ）は、日本の劇作家、俳優。劇団チョコレートケーキ所属。

## 来歴
東京都出身。東京都立駒場高等学校、駒澤大学文学部歴史学科日本史専攻卒業。高校で演劇部、大学で演劇研究部に所属。
2002年、劇団チョコレートケーキに入団。第2回公演以降、全作品に参加。2009年からは脚本を担当。
第25回テアトロ新人戯曲賞 最優秀賞など受賞。

## 受賞・候補
- 2014年　
  - 第21回読売演劇大賞 選定委員特別賞 （『治天ノ君』）
  - 第25回テアトロ新人戯曲賞 最優秀賞 （『あの記憶の記録』）[9]
  - 2013年度サンモールスタジオ選定賞 最優秀脚本賞 （『あの記憶の記録』）
  - 第49回紀伊國屋演劇賞 団体賞[10]
- 2016年
  - 第19回鶴屋南北戯曲賞候補 （『追憶のアリラン』）[11]
  - 第60回岸田國士戯曲賞候補 （『ライン（国境）の向こう』）
- 2018年
  - 第21回鶴屋南北戯曲賞候補（『60'sエレジー』）[12][13]
- 2019年
  - 第26回読売演劇大賞優秀作品賞（『遺産』）
  - 第22回鶴屋南北戯曲賞候補（『遺産』）
- 2022年
  - 第25回鶴屋南北戯曲賞候補（『帰還不能点』）
- 2024年
  - 第27回鶴屋南北戯曲賞候補（『同盟通信』）
- 2025年
  - 第28回鶴屋南北戯曲賞（『白き山』『つきかげ』』）[14]

## 活動歴
劇団チョコレートケーキ第2回公演以降、全作品に参加
- 2002年　
  - 4月 劇団チョコレートケーキ第2回公演 『ヒーロー』 ＠王子小劇場
  - 8月 劇団チョコレートケーキ第3回公演 『月が近づけば少しはましだろう』 ＠プロト・シアター
  - 11月 劇団チョコレートケーキ第4回公演 『人生の達人』＠ART THEATER かもめ座

- 2003年　
  - 4月 劇団チョコレートケーキ第5回公演 『ザッツ・アメリカ』 ＠スタジオはるか
  - 7月 劇団チョコレートケーキ第6回公演 『ベンチ』  ＠江古田ストアハウス
  - 11月 劇団チョコレートケーキ第7回公演

- 2004年
  - 6月 劇団チョコレートケーキ第8回公演 『そして僕らは...』 ＠江古田ストアハウス
  - 9月 劇団チョコレートケーキ第9回公演 『それが、こたえのような。』（再演） ＠池袋小劇場

- 2005年
  - 6月 モリモトユカリ・プロデュース『結婚？～３幕のまったくありそうにない出来事！』＠ＴＡＣＣＳ1179

- 2006年　
  - 4月 劇団チョコレートケーキ第11回公演 『何か、空海？』  ＠新宿タイニイ・アリス
  - 9月 劇団チョコレートケーキ第12回公演 『月が近づけば少しはましだろう』 ＠シアターグリーン BASE THEATER

- 2007年　
  - 3月 劇団チョコレートケーキ第13回公演 『ヒーロー』 出演 ＠シアターグリーンBOX in BOX THEATER
  - 6月 劇団ボスカレ『GO！EXIT　GO！～怪奇！ドップラー効果～』＠シアターグリーンBASE THEATER
  - 10月 劇団チョコレートケーキ第14回公演 『君の空に花束を』  ＠シアターグリーンBOX in BOX THEATER
  - 10月 劇団カリバネボタン『ライズ・ライズ・ラプソディ』＠ウエストエンドスタジオ

- 2008年　
  - 2月 劇団チョコレートケーキ another taste stage 『桜とサクラ』 ＠TACCS1179
  - 5月 劇団アニマル王子『元禄ハムレット』＠武蔵野芸能劇場
  - 7月 劇団チョコレートケーキ第15回公演 『そして僕らは...』（再演）  ＠中野ザ・ポケット
  - 9月 ZIPANGU Stage『リメイク』＠シアターサンモール
  - 10月 劇団ボスカレ『いざ天国』＠シアターグリーンBASE THEATER

- 2009年
  - 2月 劇団チョコレートケーキ第16回公演 『a day』  ＠中野ザ・ポケット
  - 11月 ZIPANGU Stage『アワード』
  - 12月 劇団アニマル王子『閃華　夏の夢』

- 2010年　
  - 6月 劇団チョコレートケーキ第17回公演 『サウイフモノニ...』 脚本 ＠テアトルBONBON
  - 9月 Luna Punk Variations vol．3『異種をあわれむ歌』＠笹塚ファクトリー
  - 10月 劇団チョコレートケーキ第18回公演 『起て、飢えたる者よ』 脚本 ＠ギャラリー・ルデコ4F
  - 11月 ZIPANGU Stage『幽霊探偵』＠大塚・萬劇場

- 2011年　
  - 5月 劇団チョコレートケーキ第19回公演 法廷劇2本立て『十二人の怒れる男』脚本 ＠ギャラリー・ルデコ5F
  - 5月 劇団チョコレートケーキ第19回公演 法廷劇2本立て『裁きの日』脚本 ＠ギャラリー・ルデコ5F
  - 12月 劇団チョコレートケーキ第20回公演 『一九一一年』 脚本 ＠王子小劇場

- 2012年　
  - 10月 劇団チョコレートケーキ第21回公演 『熱狂』『あの記憶の記録』脚本 ＠ギャラリー・ルデコ5F

- 2013年　
  - 3月 劇団チョコレートケーキ サンモールスタジオ特別提携公演 『熱狂』『あの記憶の記録』脚本 ＠サンモールスタジオ
  - 9月 劇団チョコレートケーキ 第22回公演 『起て、飢えたる者よ』脚本 ＠サンモールスタジオ
  - 12月 劇団チョコレートケーキ 第23回公演 『治天ノ君』脚本 ＠下北沢 駅前劇場
  - 3月 インソムニア『蒲田行進曲』脚色 ＠下北沢　Geki地下Liberty
  - 11月 pafe.GWC2013 Act1「女子大生１００年日記」『放課後　女子学生１９２０』脚本提供 ＠学習院女子大学内

- 2014年　
  - 3月 劇団チョコレートケーキ 番外公演① 若手演出家コンクール2012最優秀賞受賞記念公演
  - 3月 劇団チョコレートケーキ 番外公演② TABACCHIプロデュース参加作品 『○六○○猶二人生存ス』脚本 ＠スクエア荏原
  - 6月 劇団チョコレートケーキ第24回公演 『サラエヴォの黒い手』脚本 ＠下北沢 駅前劇場
  - 8月　TBS ゴロウ・デラックス』コーナー内の脚本担当と出演
  - 9月 劇団チョコレートケーキ 日本凱旋公演 ソウル演劇祭招聘作品 『親愛なる我が総統』脚本＠サンモールスタジオ

- 2015年　
  - 2月 トム・プロジェクト プロデュース 『スィートホーム』脚本 ＠赤坂レッドシアター
  - 4月　劇団チョコレートケーキ 第25回公演 『追憶のアリラン』脚本 ＠東京芸術劇場シアターイースト
  - 5月　青年劇場「青年劇場が高校生と芝居作るってよ」企画『裸電球に一番近い夏』脚本　＠紀伊國屋サザンシアター
  - 6月　早川書房『悲劇喜劇』にて［戦争と演劇］というテーマで寄稿
  - 8月　NHK ラジオ第１『ジセダイの逸材』
  - 9月　On7第2回公演 『その頬、熱線に焼かれ』脚本 ＠こまばアゴラ劇場
  - 12月　劇団チョコレートケーキwithバンダ・ラ・コンチャン『ライン（国境）の向こう』脚本＠東京芸術劇場シアターウエスト

- 2016年　
  - 1月　劇団チョコレートケーキwithバンダ・ラ・コンチャン『ライン（国境）の向こう』脚本 地方公演
  - 3月　体験版　芝居で遊びましょ♪Vol.13『裸電球に一番近い夏』脚本　＠北海道・士別市朝日町　あさひサンライズホール
  - 3月　NHKスペシャル『原発メルトダウン　危機の８８時間』脚本／出演
  - 3月NHK BS1『実録　福島第一原発　８８時間』脚本／出演
  - 6月　NHK FM・NHKオーディオドラマ　青春アドベンチャー『１４９２年のマリア』脚本
  - 7月　髭亀鶴 旗揚げ準備公演『大風呂敷』脚本 ＠花まる学習会王子小劇場
  - 8月 NHK FM・NHKオーディオドラマ　FMシアター『ともに帰らん』脚本
  - 9～11月　劇団チョコレートケーキ 第27回公演『治天ノ君』脚本（再演）　地方公演、ロシア公演、シアタートラム
  - 11～12月　トム・プロジェクト プロデュース『挽歌』脚本 ＠東京芸術劇場シアターイースト、地方公演

- 2017年　
  - 5月　劇団チョコレートケーキ 第28回公演『60'sエレジー』脚本 ＠新宿サンモールスタジオ
  - 5月　マコンドープロデュース『祖国は我らのために』脚本 ＠墨田　すみだパークスタジオ倉
  - 7月　非戦を選ぶ演劇人の会　ピースリーディング vol.21『引き返せない夏』＠新宿　全労済ホール／スペース・ゼロ
  - 7月28～8月6日　劇団青年座『旗を高く掲げよ』作、演出：黒岩亮　＠東京・青年座劇場[15][16][17][18]
  - 9月　劇団昴ザ・サード・ステージ第35回公演『幻の国』脚本 ＠Pit昴
  - 11月～12月『斜交〜昭和40年のクロスロード』作、演出：高橋正徳、出演：近藤芳正、筑波竜一、福士惠二、五味多恵子、渋谷はるか、中島歩 ＠水戸芸術館ACM劇場＠東京・草月ホール [19]
  - 12月　劇団チョコレートケーキ 第29回公演『熱狂』『あの記憶の記録』脚本 ＠東京芸術劇場シアターウエスト
- 2018年　
  - 2～3月　トム・プロジェクト プロデュース『Sing a Song』脚本 ＠本多劇場、地方公演
  - 5月　NHK BSﾌﾟﾚﾐｱﾑ プレミアムステージ 劇団チョコレートケーキ公演『あの記憶の記録』『熱狂』
  - 7～8月　On7リバイバル公演 『その頬、熱線に焼かれ』脚本 ＠東京芸術劇場シアターウエスト、地方公演
  - 9月　劇団チョコレートケーキ企画公演『ドキュメンタリー』脚本 ＠下北沢 小劇場楽園
  - 9月7～21日　文学座アトリエの会「かのような私わたくし ‐或いは斎藤平の一生」作、演出:高橋正徳 ＠信濃町・文学座アトリエ[20][21][22][23]
  - 11月7～15日　第30回公演『遺産』＠すみだパークスタジオ倉[24][25]
  - 11月10日第32回茨城県高等学校演劇祭・清真学園 「親愛なる我が総統」原作・古川健＠小美玉市四季文化会館[26]
- 2018年
  - 2019年2月～17日　キビるフェス2019～福岡きびる舞台芸術祭～参加作品『ドキュメンタリー』脚本、演出:日澤雄介、出演:浅井伸治、岡本篤、西尾友樹＠福岡・ぽんプラザホール